# 파워8
파워8(POWER8)는 파워 아키텍처 기반의 슈퍼스칼라 대칭형 멀티프로세서의 계열로, 2013년 8월 핫 칩스 콘퍼런스에서 선보였다. 설계도는 오픈파워 재단을 통해 라이선스받을 수 있으며, IBM의 최신 프로세서에 이러한 이용을 한 첫 사례이기도 하다.

## 종류
- IBM Murano - 12 코어 프로세서 (2개의 6코어 칩)
- IBM Turismo - 싱글 칩 12 코어 프로세서
- PowerCore CP1 - 미국과 중국 간 수출 제한으로 인하여 보안 기능을 개선한 파워8 변종[3]

## 시스템
IBM
스케일아웃 서버

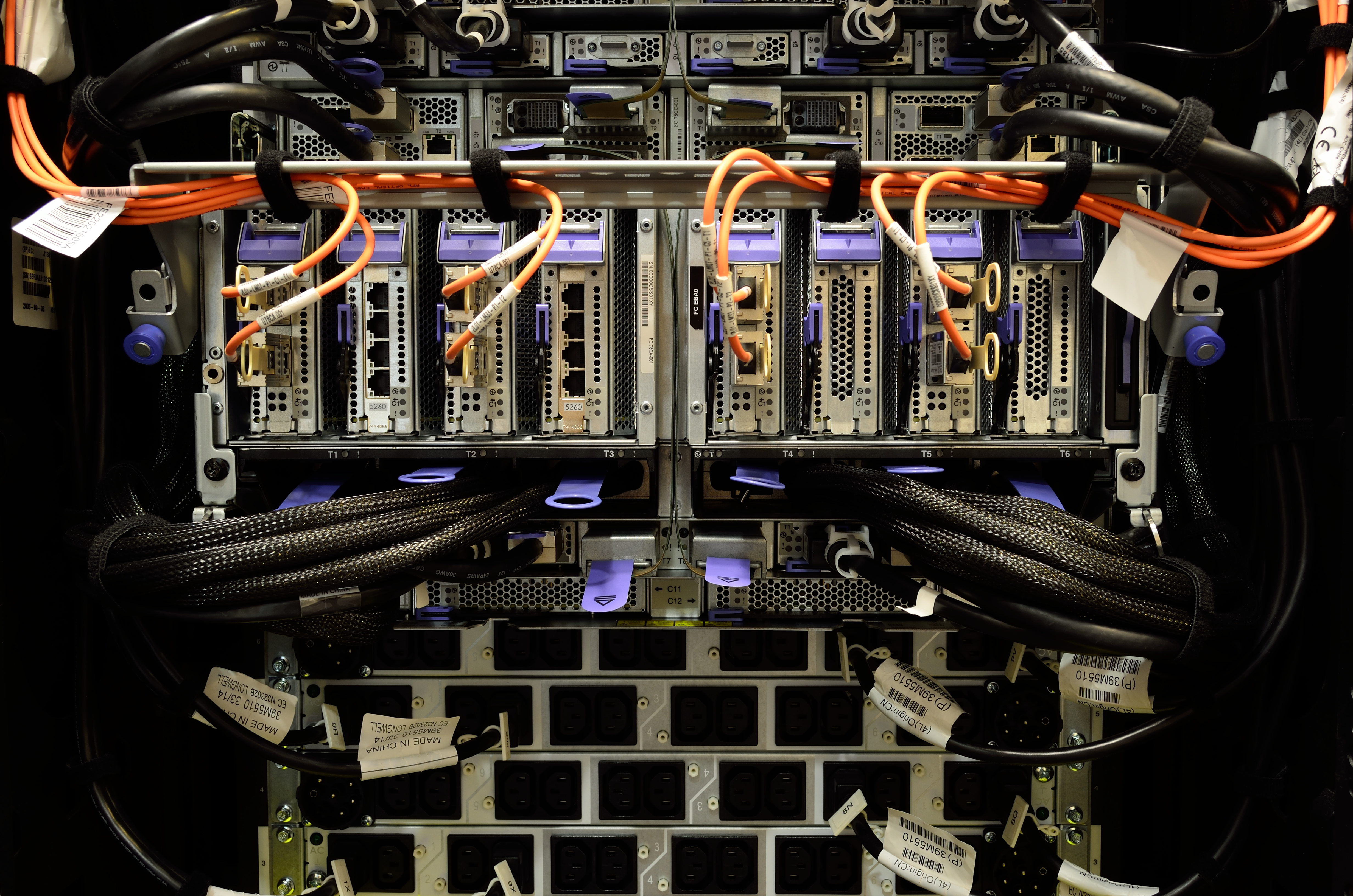
E870의 뒷면. 시스템 제어 장치가 위에, 시스템 노드가 가운데에 위치해 있다.

- Power Systems S812L –  1× POWER8 DCM (4, 6, 8 코어), 2U
- Power Systems S814 –  1× POWER8 DCM (6, 8 코어), 4U / 타워
- Power Systems S822 및 S822L –  1×, 2× POWER8 DCM (6, 10, 12, 20 코어), 2U
- Power Systems S824 및 S824L –  1×, 2× POWER8 DCM (6, 8, 12, 16, 24 코어), 4U

엔터프라이브 서버
- Power Systems E850 –  2×, 3×, 4× POWER8 DCM (8, 10, 12 코어), 4U
- Power Systems E870 –  1×, 2× 5U 노드: 각각 4개의 소켓 + 8, 10-코어 POWER8 싱글 칩 모듈, 최대 총 80 코어
- Power Systems E880 –  1x, 2x, 3x, 4x 5U 노드: 각각 4개의 소켓 + 8, 12-코어 POWER8 싱글 칩 모듈, 최대 총 192 코어

고성능 컴퓨팅
- Power Systems S812LC –  1× POWER8 SCM (8, 10 코어), 2U (OpenPower)
- PowerSystems S822LC "Firestone" –  2× POWER8 SCM (8, 10 코어), 2U. IBM용으로 Wistron이 제조, 두 개의 엔비디아 K80 GPU 및 최대 1 TB DDR3 RAM. (오픈파워)

Tyan
- SP010GM2NR
- Palmetto GN70-BP010
- Habanero TN-71-BP012
- GT75-BP012

## 같이 보기
- IBM 파워 마이크로프로세서
- 오픈파워 재단